# 沖縄県立首里東高等学校
沖縄県立首里東高等学校（おきなわけんりつ しゅりひがしこうとうがっこう）は、沖縄県那覇市首里石嶺町にある公立高等学校。

## 概要
1984年に開校し、全日制で普通科設置。大学進学向けに特進クラスがある。

## 沿革
- 1983年12月1日 - 県立那覇E高等学校開校準備室開設。
- 1984年
  - 1月1日 - 発足。
  - 4月 - 開校。

## 学校配置
首里東高校の学校配置は、かなり独特である。学校が閑静な住宅街の中に位置するためか、1つの街区で学校施設が全て納まりきらず、校舎、体育館・運動場、部室が一般の道路によって分断されている。ちなみに校舎と体育館・運動場は歩道橋で結ばれている。
当初、現在開邦高等学校が建つ敷地（窪地）に校舎建設の予定であったようだが、周辺事情（交通利便性・墓地・清掃工場・廃棄物処理場）等に配慮し、現在の場所（旧県立聾学校跡地）に変更したため、第1期生入学までに校舎建築が間に合わず、現在の首里高校グラウンド（石嶺町・野球部グラウンド）の一角にプレハブ校舎を建てて開校した。
一方現在の校舎は、沖縄における学校建築史からいえば、高層の建築物における緑化の面で工夫されたもので、沖縄の学校においては先駆け的な設計になっている。ベランダ部分や階段踊り場部分に植物が植えられるように工夫された空間がある。